# Martina Alzini
Martina Alzini (* 10. Februar 1997 in Parabiago) ist eine italienische Radsportlerin, die auf Bahn und Straße aktiv ist. Auf der Bahn ist sie Spezialistin für die Mannschaftsverfolgung.

## Sportliche Laufbahn
Martina Alzini stammt aus einer Radsportfamilie: Sowohl ihre Mutter als auch ihr Vater waren als Radsportler aktiv; ihr Vater bestritt Wettbewerbe gemeinsam mit Giuseppe Saronni, der ebenfalls in Parabiago lebte. Sie selbst fuhr schon im Alter von drei Jahren Rad ohne Stützräder.
2014 errang Alzini ihre ersten internationalen Medaillen, als sie bei den Junioren-Weltmeisterschaften jeweils Silber in Mannschaftsverfolgung und Omnium errang. Im Jahr darauf holte sie bei den Junioren-Weltmeisterschaften Bronze im Omnium und belegte bei den Straßeneuropameisterschaften Platz fünf im Straßenrennen der U23. Bis einschließlich 2018 gewann sie weitere Medaillen bei U23-Europameisterschaften auf der Bahn.
Ab 2019 startete Martina Alzini in der Elite. Mit Elisa Balsamo, Marta Cavalli und Letizia Paternoster gewann sie die Mannschaftsverfolgung beim Lauf des Weltcups 2019 in Hongkong und holte gemeinsam mit diesen Fahrerinnen bei den Europaspielen 2019 Gold. 2020 und 2021 errang sie mit dem italienischen Vierer Silber bei den Bahneuropameisterschaften. Ebenfalls Silber in der Mannschaftsverfolgung holte sie mit Elisa Balsamo, Chiara Consonni, Martina Fidanza und Letizia Paternoster bei den  Bahnradsport-Weltmeisterschaften 2021.
2022 wurde Fidanza Weltmeisterin in Mannschaftsverfolgung (mit Elisa Balsamo, Chiara Consonni, Martina Fidanza und Vittoria Guazzini) sowie nationale Meisterin in der Einerverfolgung. Im Frühjahr 2023 errang sie bei den Europameisterschaften mit Balsamo, Fidanza, Guazzini und Paternoster Silber in der Mannschaftsverfolgung.

## Erfolge

### Bahn
2014
- Junioren-Weltmeisterschaft – Omnium, Mannschaftsverfolgung (mit Claudia Cretti, Maria Vittoria Sperotto und Daniela Magnetto Allietta)
- Italienische Junioren-Meisterin – Omnium, Mannschaftsverfolgung (mit Katia Ragusa, Claudia Cretti und Silvia Persico)

2015
- Junioren-Weltmeisterschaft – Omnium

2016
- U23-Europameisterschaft – Mannschaftsverfolgung (mit Claudia Cretti, Francesca Pattaro und Michela Maltese)

2017
- U23-Europameisterin – Mannschaftsverfolgung (mit Elisa Balsamo, Marta Cavalli und Francesca Pattaro)

2018
- U23-Europameisterin – Mannschaftsverfolgung (mit Elisa Balsamo, Marta Cavalli und Letizia Paternoster)
- U23-Europameisterschaft – Einerverfolgung

2019
- Weltcup in Hongkong – Mannschaftsverfolgung (mit Elisa Balsamo, Marta Cavalli und Letizia Paternoster)
- Europaspiele – Mannschaftsverfolgung (mit Elisa Balsamo, Marta Cavalli und Letizia Paternoster)
- Europameisterschaft – Mannschaftsverfolgung (mit Marta Cavalli, Letizia Paternoster, Elisa Balsamo und Vittoria Guazzini)

2020
- Italienische Meisterin – Ausscheidungsfahren
- Europameisterschaft – Einerverfolgung, Mannschaftsverfolgung (mit Elisa Balsamo, Chiara Consonni und Vittoria Guazzini)

2021
- Europameisterschaft – Mannschaftsverfolgung (mit Martina Fidanza, Rachele Barbieri und Silvia Zanardi)
- Italienische Meisterin – Scratch
- Weltmeisterschaft – Mannschaftsverfolgung (mit Elisa Balsamo, Chiara Consonni, Martina Fidanza und Letizia Paternoster)

2022
- Italienische Meisterin – Punktefahren, Einerverfolgung, Mannschaftsverfolgung (mit Rachele Barbieri, Chiara Consonni und Martina Fidanza)
- Weltmeisterin – Mannschaftsverfolgung (mit Elisa Balsamo, Chiara Consonni, Martina Fidanza und Vittoria Guazzini)

2023
- Europameisterschaft – Mannschaftsverfolgung (mit Elisa Balsamo, Martina Fidanza,  Vittoria Guazzini und Letizia Paternoster)
- Italienische Meisterin – Punktefahren, Zweier-Mannschaftsfahren (mit Martina Fidanza), Mannschaftsverfolgung (mit Martina Fidanza, Sara Fiorin und Francesca Pellegrini), Teamsprint (mit Giada Capobianchi, Valentina Scandolara und Miriam Vece)

2024
- Weltmeisterschaft – Mannschaftsverfolgung (mit Martina Fidanza, Chiara Consonni Vittoria Guazzini und Letizia Paternoster)

2025
- Europameisterin – Mannschaftsverfolgung (mit Chiara Consonni, Martina Fidanza und Vittoria Guazzini)

### Straße
2022
- eine Etappe Tour de Bretagne